# George Washington Owen
George Washington Owen (* 20. Oktober 1796 in Brunswick County, Virginia; † 18. August 1837 nahe Mobile, Alabama) war ein US-amerikanischer Politiker.
Owen wurde 1796 in Brunswick County, Virginia geboren. Er zog mit seinen Eltern nach Tennessee, besuchte dort öffentliche Schulen und studierte Jura an der University of Nashville. 1816 wurde er in die Anwaltschaft aufgenommen und praktizierte als Anwalt in Claiborne, Alabama. 1821 scheiterte seine Kandidatur für einen Sitz im Repräsentantenhaus der Vereinigten Staaten. Zuvor war er 1819 bis 1821 Mitglied des Repräsentantenhauses von Alabama gewesen und hatte 1821 das Amt des Speaker inne. Bei der nächsten Kongresswahl konnte Owen einen Sitz gewinnen und vertrat daraufhin vom 4. März 1823 bis zum 3. März 1836 den Bundesstaat Alabama im Repräsentantenhaus der Vereinigten Staaten. 1836 wurde Owen zum Bürgermeister von Mobile gewählt. Dieses Amt übte er bis zu seinem Tod aus. Owen wurde auf dem Old Church Street Cemetery in Mobile beigesetzt.